# Iñigo Martínez
Iñigo Martínez Berridi (Ondarroa, 17 maggio 1991) è un calciatore spagnolo, difensore dell'Al-Nassr.

## Caratteristiche tecniche
Difensore centrale mancino, forte fisicamente e bravo tecnicamente, possiede un buon colpo di testa ed è abile nel gioco aereo, inoltre può essere impiegato anche come terzino sinistro.

## Carriera

### Club

#### Real Sociedad
Originario di Ondarroa, Iñigo Martínez ha iniziato a giocare a calcio proprio nella squadra locale dell'Aurrerá Ondarroa, finché è entrato a far parte della Real Sociedad, partendo dalla categoria dei cadetti fino ad arrivare, nel 2009, nella Real Sociedad B, e nel 2011 in prima squadra.
Esordisce in Liga il 27 agosto 2011, nella prima giornata della stagione 2011-2012, contro lo Sporting Gijón (2-1).
Mette a segno il suo primo gol il 2 ottobre 2011, nel derby basco contro l'Athletic Club, tirando dalla propria metà campo e riuscendo a scalvalcare il portiere avversario; la partita finirà 2 a 1 per l'Athletic Club, ma il gol realizzato da Martínez è considerato da molti il gol più bello della storia del derby basco. Il 26 novembre 2011 segna contro il Betis Siviglia il gol del definitivo 3-2, terzo gol stagionale per lui, in favore della Real Sociedad, con un tiro da 63 metri all'ultimo minuto di recupero.

#### Athletic Bilbao
Il 30 gennaio 2018 l'Athletic Bilbao paga la clausola rescissoria di 32 milioni prevista nel suo contratto, firmando un quinquennale con i biancorossi.
Il 6 giugno 2023, in scadenza di contratto, il club comunica il mancato rinnovo di Martínez e il contestuale svincolo al termine della stagione.

#### Barcellona
Il 5 luglio 2023 firma un contratto biennale con il Barcellona.
Dopo 2 annate ad alto livello, rescinde il proprio contratto con i Blaugrana.

#### Al-Nassr
Il 10 agosto 2025 viene ufficializzato il suo trasferimento in Arabia Saudita, all'Al-Nassr, da svincolato.

### Nazionale
Nel 2011 ha esordito con la maglia della Nazionale Under-20 di calcio della Spagna, ma dopo solo una presenza nella Spagna Under-20, sempre lo stesso anno, ha esordito nella Nazionale Under-21 di calcio della Spagna. Il 1º settembre 2011, con la maglia dell'Under-21 della Spagna, Iñigo Martínez ha realizzato un autogol colpendo la palla, da 30 metri di distanza dalla sua porta, di tacco al volo, scavalcando così il portiere spagnolo David de Gea; questo autogol è considerato da molti l'autogol più bello della storia del calcio.
Il 14 agosto 2013 ha debuttato nella nazionale maggiore, in un'amichevole contro l'Ecuador. Il 5 giugno 2022 realizza il suo primo gol per la roja in occasione del pareggio per 2-2 in Nations League contro la Rep. Ceca.

## Statistiche

### Presenze e reti nei club
Statistiche aggiornate al 31 maggio 2025.
| Stagione               | Squadra                | Campionato             | Campionato | Campionato | Coppe nazionali | Coppe nazionali | Coppe nazionali | Coppe continentali | Coppe continentali | Coppe continentali | Altre coppe | Altre coppe | Altre coppe | Totale | Totale |
| Stagione               | Squadra                | Comp                   | Pres       | Reti       | Comp            | Pres            | Reti            | Comp               | Pres               | Reti               | Comp        | Pres        | Reti        | Pres   | Reti   |
| ---------------------- | ---------------------- | ---------------------- | ---------- | ---------- | --------------- | --------------- | --------------- | ------------------ | ------------------ | ------------------ | ----------- | ----------- | ----------- | ------ | ------ |
| 2009-2010              | Real Sociedad B        | TD                     | 23+1       | 1+0        | -               | -               | -               | -                  | -                  | -                  | -           | -           | -           | 24     | 1      |
| 2010-2011              | Real Sociedad B        | SD                     | 31         | 1          | -               | -               | -               | -                  | -                  | -                  | -           | -           | -           | 30     | 1      |
| Totale Real Sociedad B | Totale Real Sociedad B | Totale Real Sociedad B | 55         | 2          |                 | -               | -               |                    | -                  | -                  |             | -           | -           | 55     | 2      |
| 2011-2012              | Real Sociedad          | PD                     | 26         | 3          | CR              | 2               | 0               | -                  | -                  | -                  | -           | -           | -           | 28     | 3      |
| 2012-2013              | Real Sociedad          | PD                     | 34         | 4          | CR              | 1               | 0               | -                  | -                  | -                  | -           | -           | -           | 35     | 4      |
| 2013-2014              | Real Sociedad          | PD                     | 35         | 2          | CR              | 5               | 0               | UCL                | 7                  | 0                  | -           | -           | -           | 47     | 2      |
| 2014-2015              | Real Sociedad          | PD                     | 34         | 3          | CR              | 3               | 0               | UEL                | 4                  | 0                  | -           | -           | -           | 41     | 3      |
| 2015-2016              | Real Sociedad          | PD                     | 30         | 1          | CR              | 1               | 0               | -                  | -                  | -                  | -           | -           | -           | 30     | 1      |
| 2016-2017              | Real Sociedad          | PD                     | 34         | 3          | CR              | 6               | 1               | -                  | -                  | -                  | -           | -           | -           | 40     | 4      |
| 2017.-gen. 2018        | Real Sociedad          | PD                     | 12         | 1          | CR              | 1               | 0               | UEL                | 3                  | 0                  | -           | -           | -           | 16     | 1      |
| Totale Real Sociedad   | Totale Real Sociedad   | Totale Real Sociedad   | 205        | 17         |                 | 19              | 1               |                    | 14                 | 0                  |             | -           | -           | 238    | 18     |
| gen.-giu. 2018         | Athletic Bilbao        | PD                     | 16         | 0          | CR              | 0               | 0               | UEL                | 0                  | 0                  | -           | -           | -           | 16     | 0      |
| 2018-2019              | Athletic Bilbao        | PD                     | 33         | 0          | CR              | 2               | 0               | -                  | -                  | -                  | -           | -           | -           | 35     | 0      |
| 2019-2020              | Athletic Bilbao        | PD                     | 33         | 1          | CR              | 8               | 0               | -                  | -                  | -                  | -           | -           | -           | 41     | 1      |
| 2020-2021              | Athletic Bilbao        | PD                     | 28         | 1          | CR              | 3               | 1               | -                  | -                  | -                  | SS          | 2           | 0           | 33     | 2      |
| 2021-2022              | Athletic Bilbao        | PD                     | 27         | 3          | CR              | 5               | 1               | -                  | -                  | -                  | SS          | 2           | 0           | 34     | 4      |
| 2022-2023              | Athletic Bilbao        | PD                     | 15         | 1          | CR              | 3               | 0               | -                  | -                  | -                  | -           | -           | -           | 18     | 1      |
| Totale Athletic Bilbao | Totale Athletic Bilbao | Totale Athletic Bilbao | 152        | 6          |                 | 21              | 2               |                    | -                  | -                  |             | 4           | 0           | 177    | 8      |
| 2023-2024              | Barcellona             | PD                     | 20         | 0          | CR              | 1               | 0               | UCL                | 4                  | 0                  | SS          | 0           | 0           | 25     | 0      |
| 2024-2025              | Barcellona             | PD                     | 28         | 0          | CR              | 5               | 1               | UCL                | 11                 | 2                  | SS          | 2           | 0           | 46     | 2      |
| Totale Barcellona      | Totale Barcellona      | Totale Barcellona      | 48         | 0          |                 | 6               | 1               |                    | 15                 | 2                  |             | 2           | 0           | 71     | 3      |
| Totale carriera        | Totale carriera        | Totale carriera        | 444        | 25         |                 | 47              | 4               |                    | 29                 | 2                  |             | 6           | 0           | 526    | 31     |

### Cronologia presenze e reti in nazionale
| Cronologia completa delle presenze e delle reti in nazionale ― Spagna | Cronologia completa delle presenze e delle reti in nazionale ― Spagna | Cronologia completa delle presenze e delle reti in nazionale ― Spagna | Cronologia completa delle presenze e delle reti in nazionale ― Spagna | Cronologia completa delle presenze e delle reti in nazionale ― Spagna | Cronologia completa delle presenze e delle reti in nazionale ― Spagna | Cronologia completa delle presenze e delle reti in nazionale ― Spagna | Cronologia completa delle presenze e delle reti in nazionale ― Spagna |
| Data                                                                  | Città                                                                 | In casa                                                               | Risultato                                                             | Ospiti                                                                | Competizione                                                          | Reti                                                                  | Note                                                                  |
| --------------------------------------------------------------------- | --------------------------------------------------------------------- | --------------------------------------------------------------------- | --------------------------------------------------------------------- | --------------------------------------------------------------------- | --------------------------------------------------------------------- | --------------------------------------------------------------------- | --------------------------------------------------------------------- |
| 14-8-2013                                                             | Guayaquil                                                             | Ecuador                                                               | 0 – 2                                                                 | Spagna                                                                | Amichevole                                                            | -                                                                     | 67’                                                                   |
| 16-11-2013                                                            | Malabo                                                                | Guinea Equatoriale                                                    | 1 – 2                                                                 | Spagna                                                                | Amichevole                                                            | -                                                                     | 80’                                                                   |
| 9-10-2016                                                             | Scutari                                                               | Albania                                                               | 0 – 2                                                                 | Spagna                                                                | Qual. Mondiali 2018                                                   | -                                                                     | 80’                                                                   |
| 15-11-2016                                                            | Londra                                                                | Inghilterra                                                           | 2 – 2                                                                 | Spagna                                                                | Amichevole                                                            | -                                                                     |                                                                       |
| 8-9-2018                                                              | Londra                                                                | Inghilterra                                                           | 1 – 2                                                                 | Spagna                                                                | UEFA Nations League 2018-2019 - 1º turno                              | -                                                                     | 87’                                                                   |
| 15-11-2018                                                            | Zagabria                                                              | Croazia                                                               | 3 – 2                                                                 | Spagna                                                                | UEFA Nations League 2018-2019 - 1º turno                              | -                                                                     |                                                                       |
| 23-3-2019                                                             | Valencia                                                              | Spagna                                                                | 2 – 1                                                                 | Norvegia                                                              | Qual. Euro 2020                                                       | -                                                                     | 64’                                                                   |
| 10-6-2019                                                             | Madrid                                                                | Spagna                                                                | 3 – 0                                                                 | Svezia                                                                | Qual. Euro 2020                                                       | -                                                                     | 88’                                                                   |
| 12-10-2019                                                            | Oslo                                                                  | Norvegia                                                              | 1 – 1                                                                 | Spagna                                                                | Qual. Euro 2020                                                       | -                                                                     | 88’                                                                   |
| 15-10-2019                                                            | Stoccolma                                                             | Svezia                                                                | 1 – 1                                                                 | Spagna                                                                | Qual. Euro 2020                                                       | -                                                                     |                                                                       |
| 18-11-2019                                                            | Madrid                                                                | Spagna                                                                | 5 – 0                                                                 | Romania                                                               | Qual. Euro 2020                                                       | -                                                                     |                                                                       |
| 11-11-2020                                                            | Amsterdam                                                             | Paesi Bassi                                                           | 1 – 1                                                                 | Spagna                                                                | Amichevole                                                            | -                                                                     | 85’                                                                   |
| 25-3-2021                                                             | Granada                                                               | Spagna                                                                | 1 – 1                                                                 | Grecia                                                                | Qual. Mondiali 2022                                                   | -                                                                     | 46’ 55’                                                               |
| 28-3-2021                                                             | Tbilisi                                                               | Georgia                                                               | 1 – 2                                                                 | Spagna                                                                | Qual. Mondiali 2022                                                   | -                                                                     | 46’                                                                   |
| 31-3-2021                                                             | Siviglia                                                              | Spagna                                                                | 3 – 1                                                                 | Kosovo                                                                | Qual. Mondiali 2022                                                   | -                                                                     |                                                                       |
| 8-9-2021                                                              | Pristina                                                              | Kosovo                                                                | 0 – 2                                                                 | Spagna                                                                | Qual. Mondiali 2022                                                   | -                                                                     |                                                                       |
| 11-11-2021                                                            | Atene                                                                 | Grecia                                                                | 0 – 1                                                                 | Spagna                                                                | Qual. Mondiali 2022                                                   | -                                                                     | 89’                                                                   |
| 5-6-2022                                                              | Praga                                                                 | Rep. Ceca                                                             | 2 – 2                                                                 | Spagna                                                                | UEFA Nations League 2022-2023 - 1º turno                              | 1                                                                     |                                                                       |
| 12-6-2022                                                             | Malaga                                                                | Spagna                                                                | 2 – 0                                                                 | Rep. Ceca                                                             | UEFA Nations League 2022-2023 - 1º turno                              | -                                                                     |                                                                       |
| 28-3-2023                                                             | Glasgow                                                               | Scozia                                                                | 2 – 0                                                                 | Spagna                                                                | Qual. Euro 2024                                                       | -                                                                     |                                                                       |
| 19-11-2023                                                            | Valladolid                                                            | Spagna                                                                | 3 – 1                                                                 | Georgia                                                               | Qual. Euro 2024                                                       | -                                                                     | 90+4’                                                                 |
| Totale                                                                |                                                                       | Presenze                                                              | 21                                                                    |                                                                       | Reti                                                                  | 1                                                                     |                                                                       |

## Palmarès

### Club
- Supercoppa di Spagna: 2

Athletic Bilbao: 2021
Barcellona: 2025
- Coppa di Spagna: 1

Barcellona: 2024-2025
- Campionato spagnolo: 1

Barcellona: 2024-2025

### Nazionale
- Campionato d'Europa Under-21: 1

Israele 2013

### Individuale
- Inserito nella selezione UEFA dell'Europeo Under-21: 1

Israele 2013